# Agenzia statale per la gestione della zona di alienazione
L'Agenzia statale per la gestione della zona di alienazione (in ucraino Державне агентство України з управління зоною відчуження?, Deržavne ahentstvo Ukraïny z upravlinnja zonoju vidčužennja) è un'agenzia del Ministero dell'ecologia e delle risorse naturali ucraino che gestisce la zona di alienazione.

## Storia
L'agenzia fu istituita nel 2011 per gestire la cosiddetta zona di alienazione. Altri compiti dell'agenzia riguardano: lo smaltimento delle scorie radioattive e l'amministrazione dei fondi statali ad esso dedicati, il monitoraggio della radioattività della zona, la coordinazione dello smantellamento della centrale nucleare e il mantenimento di un registro che comprenda le vittime, i feriti e gli sfollati del disastro.

## Zona di alienazione
La zona di alienazione è compresa nel raggio di 30 km dalla centrale nucleare di Černobyl', distrutta dal disastro del 1986, e include buona parte delle oblast' di Kiev e Žytomyr e i relativi centri abitati (tra cui Pryp''jat', Rozsocha e Černobyl').
I checkpoint della zona sono controllati da corpi speciali diretti dal ministero degli affari interni, e, salvo poche eccezioni, l'accesso alla zona è proibito a turisti e cittadini.
I checkpoint della zona di alienazione sono collocati nei pressi dei principali centri abitati:
- Dytjatky;
- Stari Sokoly;
- Zelenyi Mys (Stracholissja);
- Poliske (Zirka);
- Ovruch (Davydky);
- Vilcha (Vil'chova);
- Dibrova (Fedorivka);
- Benivka (Pryp''jat');
- Pryp''jat';
- Leliv (Černobyl');
- Paryshiv (Černobyl').